# Прюво, Жорж
Жорж Флорентин Прюво (фр. Georges Florentin Pruvot; 11 апреля 1852 — 15 октября 1924) — французский морской биолог, океанолог, муж известного малаколога Алис Прюво-Фол.

## Биография
Изучал медицину в Париже, получил докторскую степень по естественным наукам в 1885 году. С 1885 года он был преподавателем кафедры наук в Париже, затем переехал в Гренобль, где в 1893 году стал профессором зоологии. В 1898 году вернулся в Париж как начальник по охране природы (руководитель зоологических исследований). В 1900 году он был назначен директором лаборатории в Баниюль-сюр-Мер, а через два года начал преподавать сравнительную анатомию в Париже. В 1908 году женился на Алис Фол. В 1922 году он ушел из активной научной работы.

## Эпонимы
- Вид кораллов «Leptopsammia pruvoti»
- Род моллюсков «Pruvotia»

## Работы
- 1886: Vers et arthropodes. Paris.
- 1885: Recherches anatomiques et morphologiques sur le systeme nerveux des Annelides polychetes. Arch. zool. exp. gen. Paris (2) 3:211-336.
- 1895: Coup d’oeil sur la distribution generale des invertebres daps Ia region de Banyuls (Golfe de Lion).Arch. zool. exp. gen. Paris (3) 3: 629—658.
- 1930: Annelides polychetes de Nouvelle-Calidonie recueillies par M. Frangois (Edited and issued by P.Fauvel). Arch. zool. exp. gen. Paris 70: 1-94.